# Le Passage du Nord-Ouest
Le Passage du Nord-Ouest – en anglais The North-West Passage – est un tableau réalisé par le peintre britannique John Everett Millais en 1874. De format horizontal, cette huile sur toile est une scène de genre préraphaélite qui représente un vieux marin et sa fille dans un intérieur décoré donnant sur la mer par une fenêtre. Alors que la jeune femme lit un livre de bord assise aux pieds de sa chaise, l'homme regarde vers le spectateur, délaissant la carte marine ouverte devant lui sur une table fleurie.
Le titre du tableau se réfère aux diverses expéditions maritimes britanniques pour ouvrir le passage du Nord-Ouest depuis l'est du Canada vers l'océan Arctique et le Pacifique Nord. Millais a pris pour modèle le navigateur aventurier Edward John Trelawny ; juste au-dessus de la tête de celui-ci se trouve une estampe, The Right Honourable Lord Viscount Nelson, d'après un portrait posthume d'Horatio Nelson par Robert Bowyer réalisé en 1809, pour rappeler sa participation à une expédition polaire en 1773. Sur la table est dépliée la carte de Robert McClure relative à son exploration du passage du Nord-Ouest au cours de l'expédition McClure. À droite sur le mur de la pièce, on voit une peinture d'un bateau pris par les glaces, un sort réservé à de nombreux navires des explorations polaires, dont le HMS Investigator de Robert McClure.

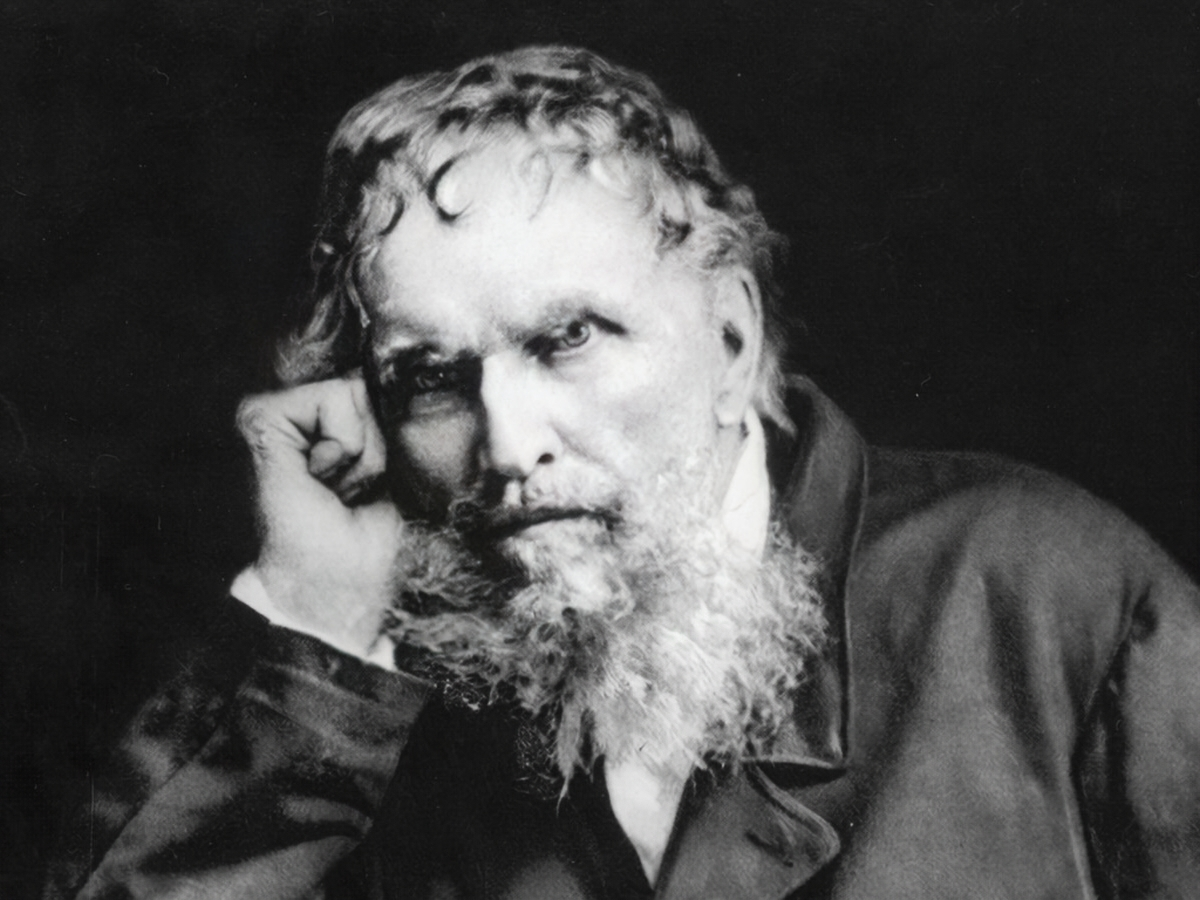
Edward John Trelawny vers 1860
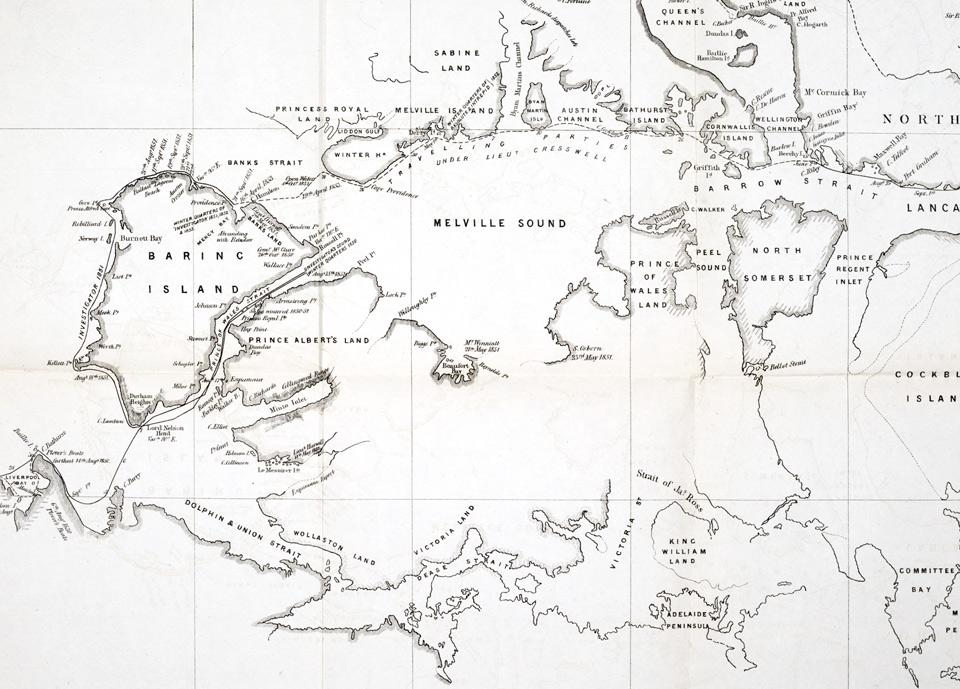
La carte de McClure

L'œuvre est conservée à la Tate Britain, à Londres.